# Clemens Pölking
Clemens Pölking (* 27. Februar 1915 in Lohne; † 17. Januar 1967 in Lingen) war ein deutscher Politiker (CDU).
Pölking besuchte die Volksschule in Südlohne, einem Stadtteil von Lohne und die Oberschule im benachbarten Vechta. Im Jahr 1935 absolvierte er das Abitur. Im Sommerhalbjahr 1935 durchlief er den Arbeitsdienst und anschließend machte er für zwei Jahre ein Praktikum in einem anerkannten landwirtschaftlichen Lehrbetrieb. Im November 1937 wurde Pölking zur Wehrmacht eingezogen und im Juli 1945 als Hauptmann der Reserve entlassen. Während seiner Kriegseinsätze wurde er insgesamt dreimal verwundet. Nach Ende des Krieges studierte er von 1945 bis 1948 Landwirtschaft in Bonn-Poppelsdorf und beendete das Studium als Diplomlandwirt. Ab Mai 1949 war er als Angestellter bei der Vereinigung des Emsländischen Landvolkes eV. in Meppen angestellt. Er war Geschäftsführer für den Kreis Lingen und ab 1956 Hauptgeschäftsführer für die vier Emslandkreise. Vom 20. Mai 1963 an war er Abgeordneter des Niedersächsischen Landtages in seiner fünften Wahlperiode. Er starb 1967 während der laufenden Wahlperiode, für ihn rückte Hans Westerholt nach.